# Памятник Николаю Островскому (Боярка)
Памятник Николаю Островскому — монумент выдающемуся советскому писателю Николаю Островскому.
Находился у Боярского краеведческого музея (ул. Михаила Грушевского, 49). Авторы — В. Клоков и П. Одинец. 
Памятник был выполнен в виде полуфигуры Николая Островского из тонированного оргстекла, установленной на невысоком прямоугольном гранитном постаменте.
Молодой писатель-коммунист был изображен в накинутой на плечо красноармейской шинели с книгой в руке.
Памятник был установлен в честь самоотверженного труда писателя в октябре-декабре 1921 году, когда он вместе с комсомольцами строил в городе и лесах вокруг Боярки узкоколейку для подвоза древесины с целью спасения столицы Киева от холодов суровой зимы. 
Установлен в 1971 году, реконструирован в 1973 году.
Разрушен неизвестными 2 марта 2014 г.